# Ängelholms sjukhus

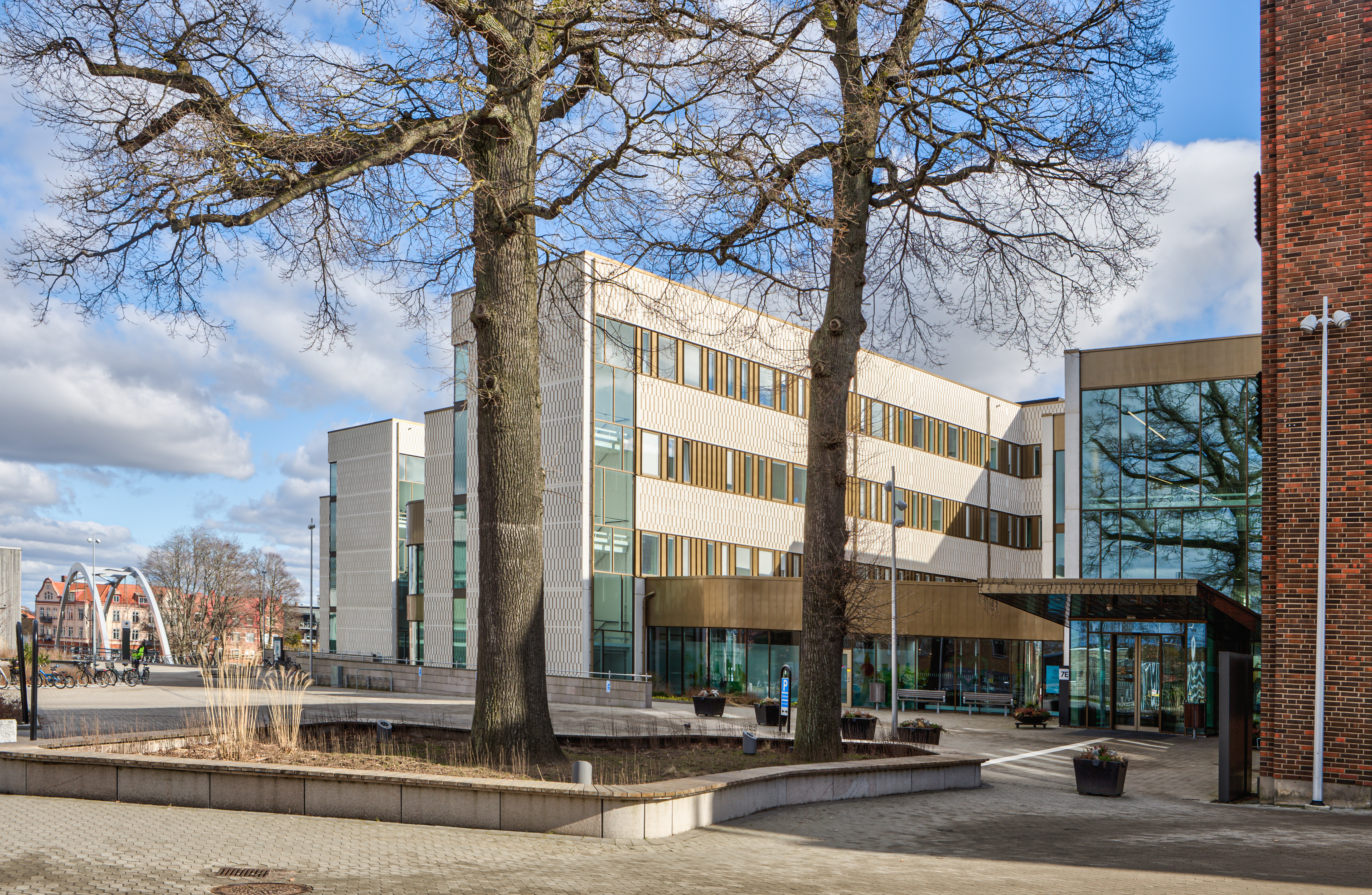
Det norra sjukhusområdet. Till vänster i bild syns Tullportsbron som binder samman området med stadens centrum.

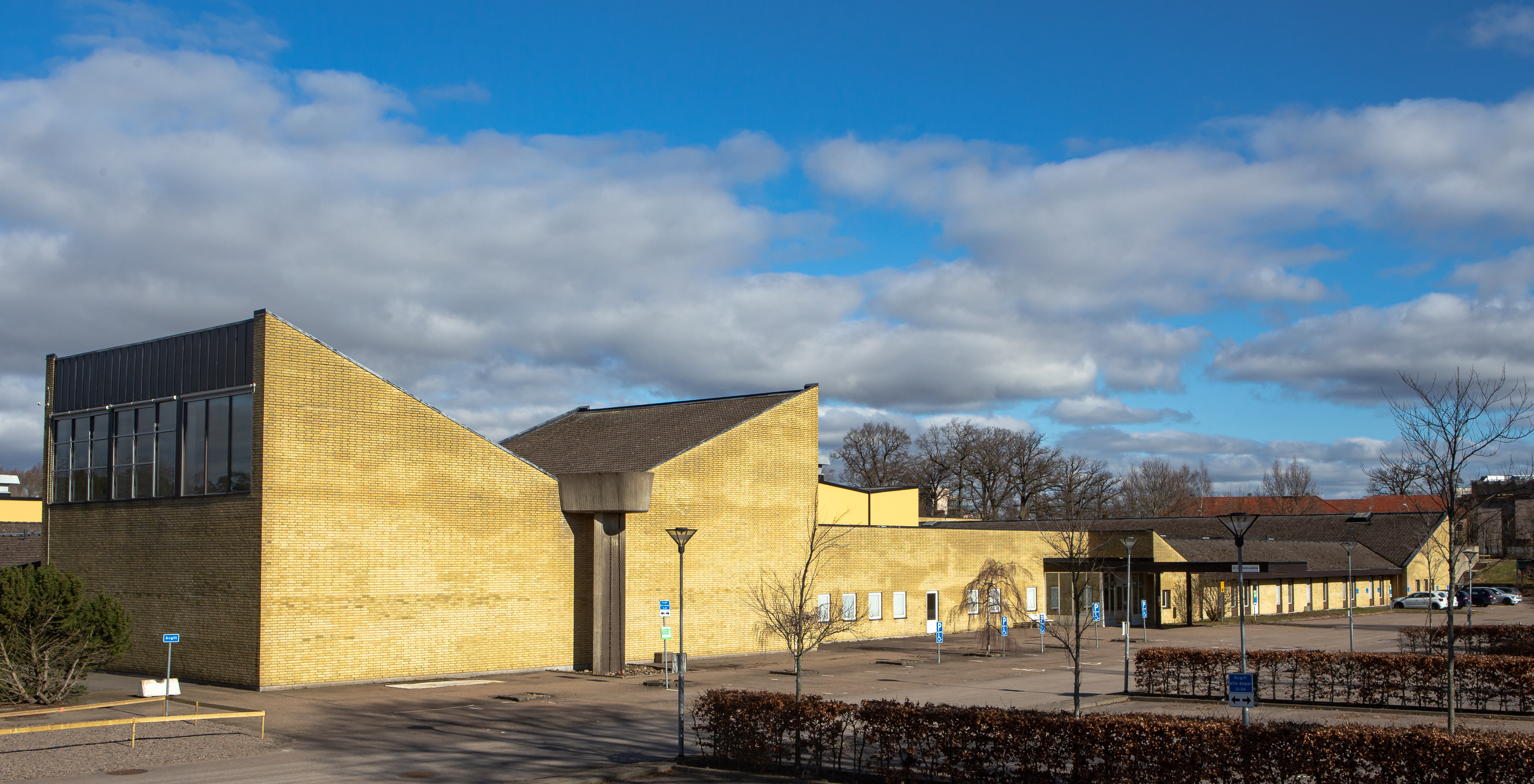
Det södra sjukhusområdet. De två områdena ligger inte i varandras omedelbara närhet.

Ängelholms sjukhus eller Ängelholms Lasarett är ett sjukhus i Ängelholm.
Sjukhuset ligger i centrum och består av Norra sjukhusområdet och Södra sjukhusområdet. Sjukhuset har cirka 2 000 anställda.[källa behövs]

## Historia
Den 1 februari 1870 öppnades sjukhuset i Ängelholm och då man fick en vårdplats för 40 öre/dygn och där fanns sammanlagt 44 vårdplatser och läkaren hette Carl Johan Wendt. 1926-27  byggde man ut sjukhuset med ett Epidemisjukhus (nu rivet) och en BB-avdelning som dock lades ner 1999. 1907 fick Ängelholm sin första röntgenapparat.